# Lena Katarina Swanberg
Lena Katarina Swanberg, född Bengtsson den 8 februari 1947 i Stockholm, är en svensk journalist och författare. Hon har bland annat skrivit för Månadsjournalen och Expressen. Hon är änka efter Kjell Swanberg och mor till Johanna Swanberg samt svärmor till Fredrik Wikingsson.